# Anoplodactylus minutissimus
Anoplodactylus minutissimus är en havsspindelart som beskrevs av Stock, J.H. 1954. Anoplodactylus minutissimus ingår i släktet Anoplodactylus och familjen Phoxichilidiidae. Inga underarter finns listade i Catalogue of Life.